# I Lay My Love on You
I Lay My Love on You è una canzone pop del gruppo musicale irlandese Westlife, facente parte dell'album Coast to Coast del 2000 e pubblicata come singolo l'anno seguente. Autori del brano sono Jörgen Elofsson, Per Magnusson e David Krueger; si tratta del nono singolo pubblicato dal gruppo.
Il brano è stato registrato presso i Cheiron Studios di Stoccolma. Il singolo è stato prodotto da Per Magnusson e David Krueger e pubblicato su etichetta RCA/BMG.
Il brano è presente anche nella raccolta Unbreakable - The Greatest Hits Vol. 1.
Ne è stata fatta anche una versione in lingua spagnola intitolata En ti dejé mi amor.
Il brano fu presentato al pubblico italiano giovedì 1º marzo 2001, nel corso della terza serata del 51º Festival di Sanremo, in cui i Westlife erano tra gli ospiti internazionali.

## Testo
Il testo parla di un uomo che scopre d'improvviso l'amore: non riesce a crederci che sia bastato un sorriso di questa donna (definita "un angelo" che ha toccato il suo cuore), perché - metaforicamente - all'improvviso "la pioggia se ne sia andata". E così quest'uomo si sente ora "nuovo di zecca" (in inglese: brand new; e nel testo la frase del titolo "I lay my love on you" fa rima nel ritornello con la frase "I feel brand new").

## Tracce

### CD singolo[3][6]
1. I Lay My Love On You 3:29
2. Dreams Come True 3:07

### CD maxi[7]
1. I Lay My Love On You 3:29
2. Dreams Come True 3:07
3. My Love (Radio Edit) 3:52
4. Nothing Is Impossible 3:15

## Staff tecnico-artistico[1][4][6][7]
- Westlife (voce principale)
- David Kreuger e Per Magnusson (arrangiamento)
- Björn Norén (registrazione)

## Video musicale
Il video musicale è ambientato in Giappone: nel video si vedono i Westlife dapprima accolti dai fans, poi impegnati in una partita di calcio a 5.

## Classifiche
| Paese         | Posizione massima | Nr. di settimane |
| ------------- | ----------------- | ---------------- |
| Australia     | 29                | 2                |
| Austria       | 23                | 11               |
| Belgio        | 3                 | 35               |
| Germania      | 50                | 9                |
| Italia        | 26                |                  |
| Norvegia      | 16                | 1                |
| Nuova Zelanda | 24                | 8                |
| Paesi Bassi   | 12                | 11               |
| Svezia        | 10                | 12               |
| Svizzera      | 39                | 15               |